# Batalla de los Cruces del Erui
La Batalla de los Cruces del Erui es una batalla ficticia en el marco de la guerra civil denominada Lucha entre parientes perteneciente al legendarium creado por el escritor británico J. R. R. Tolkien y que es mencionada en los apéndices de la novela El Señor de los Anillos.

## Antecedentes ficticios
Como consecuencia de la política de acercamiento a los Hombres del Norte llevada a cabo por el monarca gondoriano Rómendacil II, su hijo y heredero a la corona, Valacar, fue enviado como embajador a la corte del rey Vidugavia de Rhovanion. Valacar pasó más allá de la mera embajada, se hizo gran amigo de los hombres del norte y tomó mujer entre ellos, Vidumavi, de la que tuvo un hijo al que llamaron Eldacar. Dicho matrimonio produjo gran conmoción en la cerrada corte gondoriana donde se veía con malos ojos que la realeza "mezclara" su sangre con hombres del norte por los que no corría sangre numenoreana.
Valacar fue finalmente proclamado rey en el año 1366 de la Tercera Edad, y falleció en el 1432 T.E., momento en el que los feudos del sur de Gondor se sublevaron contra su hijo Eldacar apenas este tomó la corona. Fue así como Castamir, Capitán de la Flota de Gondor y nieto de Calimehtar, que era hermano de Rómendacil II, y por tanto primo de Eldacar, se puso al mando de los descontentos y comenzó las hostilidades asediando Osgiliath, la capital del reino, dando inicio a la llamada Lucha entre Parientes, considerada el "segundo gran mal de Gondor".
Como consecuencia de este ataque finalmente Castamir rechaza a Eldacar, que tiene que huir con los restos de su ejército al norte, y toma Osgiliath en el año 1437 de la Tercera Edad. Tras la victoria se proclama rey si bien, tras una década en el poder, su política cruel y vengativa por un lado (da muerte a Ornendil, hijo de Eldacar, a quien había tomado prisionero en la toma de Osgiliath) y manifiestamente en favor de los feudos del sur le granjearán pronto la enemistad de las provincias centrales y norteñas de modo que en el año 1447 Anórien, Ithilien y Calenardhon se rebelaron contra él. Esto fue aprovechado por Eldacar que regresó con un nutrido ejército de Hombres del Norte, al que sumó las fuerzas de los sublevados y los dirigió hacia el sur, pasando por Minas Tirith y siguiendo el camino hacia Pelargir. Ya entrados en Lossarnach, y siguiendo el mismo camino, llegaron a los cruces del río Erui, donde les salió al encuentro Castamir con su ejército.

## La batalla
Son muy escasos los datos que se conservan de la batalla de los Cruces del Erui. Se sabe con certeza que fue una batalla crucial y que el número de bajas fue muy elevado e incluyó al propio Castamir, muerto a manos de su sobrino Eldacar. Como consecuencia de su muerte y del resultado del combate los rebeldes supervivientes huyeron a Pelargir.

## Consecuencias
Esta fue la última batalla a campo abierto del ejército de Eldacar. Acto seguido marchó a Pelargir y la cercó durante un año, momento en que los disidentes se hicieron con la flota gondoriana que estaba amarrada en la ciudad y se dirigieron al puerto de Umbar desde donde se dedicaron en adelante al expolio de barcos, pasando a ser denominados los corsarios de Umbar y creando grandes problemas a Gondor.